# Finanzplatz Stuttgart
Der Finanzplatz Stuttgart umfasst sämtliche Banken, Versicherungen und sonstige Finanzdienstleister und ihre Beschäftigten in der Region Stuttgart.

## Regionalwirtschaftliche Bedeutung
In der Region Stuttgart lebten 2015 über 2,73 Millionen Einwohner. Rund 160.000 Unternehmen sind in der Region angesiedelt. Das Bruttoinlandsprodukt (BIP) betrug 2014 mehr als 131 Milliarden Euro, was einem Anteil von 4,5 % des bundesweiten BIP entspricht. Die Bruttowertschöpfung des produzierenden Gewerbes der Region Stuttgart lag 2014 bei rund 48 Milliarden Euro, was 6,0 % der Bruttowertschöpfung des gesamten Bundesgebietes darstellte. Etwas geringer fiel die Bruttowertschöpfung des Dienstleistungsbereiches aus, welcher im nationalen Vergleich einen Anteil von 3,9 % darstellte und in absoluten Zahlen bei 70,4 Milliarden Euro lag. 2016 betrug der Anteil des Auslandsumsatzes am Gesamtumsatz der Stadt Stuttgart 79,5 %. Damit belegte sie in Baden-Württemberg den ersten Platz. Innerhalb Baden-Württembergs lag die Region Stuttgart mit 66,2 % Auslandsumsatz im selben Jahr an der Spitze.
Rund 3 % der sozialversicherungspflichtig Beschäftigten in Baden-Württemberg sind im Finanz- und Versicherungsdienstleistungssektor tätig. Davon arbeiten 37,13 % in der Region Stuttgart. Als Versicherungsstandort ist der Finanzplatz Stuttgart größer als Frankfurt und Berlin und nimmt im nationalen Vergleich eine führende Rolle ein. 1826 sozialversicherungspflichtig Beschäftigte je 100.000 Einwohner arbeiten in Stuttgart im Versicherungsbereich.
Mit seiner Vielfalt an ansässigen Banken, Versicherungen, Bausparkassen und der Börse ist der Finanzplatz Stuttgart innerhalb der Bundesrepublik einer der am besten diversifizierten Finanzplätze. Im Vergleich aller deutschen Finanzplätze besitzt Stuttgart hinter München den höchsten Diversifikationsgrad.:S. 82
Der Finanzplatz Stuttgart agiert zudem in einem sehr guten Wirtschafts- und Investitionsumfeld. Im Vergleich internationaler Finanzplätze gehen die Geschäftsaktivitäten am Finanzplatz Stuttgart deutlich über die an Finanzplätzen wie Athen, Barcelona oder Rom hinaus.:S. 82–91
Mit Stuttgart Financial hat der Finanzplatz Stuttgart eine der aktivsten Finanzplatzinitiativen in Europa.

## Geschichte

### Finanzierung der Industrie
Die ersten Unternehmer, die mit Finanzgeschäften zu Vermögen gelangten, waren die seit 1710 an württembergischen Höfen eingesetzten Hoffaktoren. Sie organisierten neben Warenlieferungen auch Kreditgewährungen und Juwelenhandel. Die Hoffaktorenfamilie Kaulla war 1802 an der Gründung der Württembergischen Hofbank beteiligt, die sich in den einhundert Jahren ihres Bestehens auch an der Industrie beteiligte.
Die Entstehung eines Finanzplatzes in Stuttgart nahm während der Industrialisierung im 19. Jahrhundert ihren Lauf. Beim Aufbau eines Industrieunternehmens war die Kapitalbeschaffung ein zentrales Anliegen. So spielten Finanzinstitute wie beispielsweise die 1861 gegründete Wertpapierbörse und zahlreiche Privatbanken eine wichtige Rolle während der Industrialisierung. Besonders die Kreditinstitute, die aus dem Warengeschäft entstanden waren, engagierten sich in der Industriefinanzierung: Das Tuchwarenhandelshaus G.H. Keller’s Söhne beteiligte sich im Nebengeschäft beispielsweise an Gründungen der Textilbranche, das Bankhaus Doertenbach & Co. finanzierte verschiedene Branchen, unter anderem war es an der Gründung der Maschinenfabrik Esslingen beteiligt. Die Finanzierung von Technologie und Innovation ist bis heute ein wichtiger Bestandteil des Finanzplatzes Stuttgart, so haben sich hier zahlreiche Großbanken mit Zweigstellen sowie Förderinstitute angesiedelt.

### Finanzwesen für Privatpersonen
Das Versicherungswesen, das bis heute einen wichtigen Sektor am Finanzplatz Stuttgart darstellt, hat sich ebenfalls bereits im 18. Jahrhundert entwickelt: 1758 wurden in Baden-Durlach und 1773 in Württemberg die ersten Feuerversicherungen gegründet, die staatlich organisiert und kontrolliert waren. Beide Feuerversicherungen sind inzwischen in der SV SparkassenVersicherung aufgegangen. Die erste private Feuerversicherungsgesellschaft des Südwestens wurde 1828 gegründet. Gemeinsam mit der ersten Rentenversicherung, gegründet 1833 als Allgemeine Rentenanstalt zu Stuttgart, firmierte sie seit den 1990er Jahren als Württembergische Versicherungsgruppe und befindet sich heute unter dem Dach der Wüstenrot & Württembergische AG. Auch der größte deutsche Lebensversicherer, die Allianz Leben, wurde 1927 in Stuttgart gegründet und ist noch heute hier ansässig.
Ebenfalls zum Wohle von Privatpersonen wurde 1818 die Spar-Casse Württemberg von Königin Katharina und König Wilhelm ins Leben gerufen.  Sie richtete sich an die unteren Einkommensschichten, ebenso wie die genossenschaftlichen Institute, die kleinen Handwerksbetrieben und Landwirten Kreditmöglichkeiten boten. Sparkassen und Volksbanken sind auch heute noch mit umfassenden Filialnetzen im Südwesten vertreten und in Verbänden organisiert. Der Sparkassenverband Baden-Württemberg ist außerdem Anteilseigner der größten deutschen Landesbank, der Landesbank Baden-Württemberg, die 1999 aus der Fusion verschiedener öffentlich-rechtlicher Institute entstanden war.

## Wichtige Institute
Besonders die zahlreichen Finanzinstitute und Finanzdienstleister machen den Standort Stuttgart zu einem bedeutenden Finanzplatz. Einige der großen Akteure sind im Folgenden aufgeführt.

### Behörden
Stuttgart ist Sitz des Ministeriums für Finanzen Baden-Württemberg. Die Oberfinanzdirektion hat ihren Sitz in Karlsruhe.

### Banken
Die in Stuttgart ansässige Landesbank Baden-Württemberg ist die größte Landesbank in Deutschland. Außerdem hat eine der größten Autobanken, die Mercedes-Benz Bank, ihren Sitz dort. Ebenfalls in Stuttgart ansässig ist die Südwestbank und die Hauptverwaltung in Baden-Württemberg der Deutschen Bundesbank.

### Börse Stuttgart
Die Börse Stuttgart ist mit rund 26 % Marktanteil Europas führende Börse für verbriefte Derivate. Gleichzeitig ist sie auch Deutschlands Marktführer im börslichen Handel mit Unternehmensanleihen. Die Börse Stuttgart liegt nach Orderbuchumsatz auf Rang 10 der europäischen Börsen. Das Handelssegment Euwax ermöglicht seit 1999 den Handel mit verbrieften Derivaten. Mit Stand Oktober 2013 können hier Anleger in mehr als eine 1,1 Millionen notierte Wertpapiere investieren.

### Förderinstitute
Mit der L-Bank hat eine der größten Förderbanken Europas ihren Sitz in Karlsruhe. In Stuttgart unterhält die Förderbank eine Niederlassung. Sie hat Finanzierungsangebote für die Belange des Mittelstands entwickelt und heimischen Unternehmen 2011 ein Finanzierungsvolumen in Höhe von 3,1 Milliarden Euro zur Verfügung gestellt. Damit hat sie beispielsweise Investitionen in neue Technologien oder Energiesparmaßnahmen, Existenzgründung oder Übernahme eines Betriebs unterstützt. Die mit der Bürgschaftsbank verbundene Mittelständische Beteiligungsgesellschaft Baden-Württemberg (MBG) ist der häufigste Beteiligungsgeber in Deutschland.

### Versicherungen
Traditionell in Stuttgart verwurzelt sind beispielsweise die Stuttgarter Lebensversicherung und die Württembergische Gemeinde-Versicherung (WGV). Die Württembergische Lebensversicherung AG wurde 1833 in Stuttgart gegründet (heute Teil der Wüstenrot & Württembergische). Der seit 1999 bestehende Konzern Wüstenrot & Württembergische hat seinen Sitz seit 2023 in Kornwestheim in der Region Stuttgart. Weitere in Stuttgart ansässige Versicherer sind die Hallesche Krankenversicherung auf Gegenseitigkeit und die Vereinigte Postversicherung (VPV). Mit der Allianz Lebensversicherungs-AG hat zudem die Allianz-Gruppe einen Standort in Stuttgart. Ebenfalls in Stuttgart ansässig ist die SV Sparkassenversicherung Holding.
Daneben haben einige berufsständische Versorgungswerke ihren Sitz in Stuttgart, zum Beispiel das Versorgungswerk der Presse, jenes der Rechtsanwälte in Baden-Württemberg, der ansässigen Architektenkammer sowie die Ingenieurversorgung Baden-Württemberg. Insgesamt 28 Versicherungsunternehmen und Pensionsfonds sind am Finanzplatz ansässig.

### Anlegermesse Invest
Die Invest ist eine Anlegermesse für Finanzen und Geldanlage und findet jährlich seit 1999 in Zusammenarbeit mit der Börse Stuttgart in der Messe Stuttgart statt. Sie ist Deutschlands größte Veranstaltung für institutionelle und private Anleger. 2024 informierten sich über 13.200 Anleger bei ca. 130 Ausstellern sowie in zahlreichen Vorträgen, Workshops und Diskussionen.

### Verbundene Unternehmen
Von den vier größten Wirtschaftsprüfungsgesellschaften (Big Four) ist Ernst & Young mit ihrer Deutschland-Zentrale in der Region Stuttgart vertreten. KPMG, PricewaterhouseCoopers und Deloitte unterhalten jeweils eine Niederlassung in Stuttgart.